# Johnny Worrell
John Herreros Worrell, detto Johnny (Manila, 23 gennaio 1914 – Manila, 17 aprile 1965), è stato un cestista filippino.

## Carriera
Con le Filippine ha disputato le Olimpiadi del 1936, classificandosi al 5º posto.